# 이자크 쥴
이자크 쥴(영어: Yzak Jule, 일본어: イザーク・ジュール)은 TV 애니메이션 《기동전사 건담 SEED》 및 《기동전사 건담 SEED DESTINY》에 등장하는 가공의 인물이다. 성우는 세키 토모카즈가 담당하였다.

## 인물
- 인종 : 코디네이터 (제2세대)
- 생년월일 : C.E. 54년 8월 8일
- 별자리 : 사자자리
- 혈액형 : O형
- 연령 : 17세(SEED) → 19세(SEED DESTINY)
- 신장 : 175cm(SEED) → 177cm(SEED DESTINY)
- 체중 : 66kg(SEED) → 56kg(SEED DESTINY)
- 계급 : 소령[1]
- 취미 : 민속학 및 부적 수집
- 머리색 : 은색
- 눈동자색 : 연한 파란색
- 출신 : 플랜트 마티우스시
- 어미니 : 에자리아 쥴

## 같이 보기
- 기동전사 건담 SEED
- 기동전사 건담 SEED DESTINY